# Savigné-sous-le-Lude
Savigné-sous-le-Lude is een gemeente in het Franse departement Sarthe (regio Pays de la Loire) en telt 470 inwoners (1999). De plaats maakt deel uit van het arrondissement La Flèche.

## Geografie
De oppervlakte van Savigné-sous-le-Lude bedraagt 33,8 km², de bevolkingsdichtheid is 13,9 inwoners per km².
De onderstaande kaart toont de ligging van Savigné-sous-le-Lude met de belangrijkste infrastructuur en aangrenzende gemeenten.

## Demografie
Onderstaande figuur toont het verloop van het inwonertal (bron: INSEE-tellingen).